# OpenSTA
OpenSTA — многофункциональная утилита для тестирования производительности веб-серверов с графическим интерфейсом, которая может выполнять нагрузочные тесты HTTP и HTTPS с высокой нагрузкой и измерения производительности. Исходный код утилиты доступен под свободной лицензией GNU. Программный продукт OpenSTA работает только в операционных системах на базе Microsoft Windows и использует CORBA.
Сценарии записаны на проприетарном языке под названием «SCL». Это довольно простой язык кодирования, который обеспечивает поддержку пользовательских функций, переменных областей и случайных или последовательных списков.
OpenSTA изначально была написана компанией Cyrano (Сирано) в 2000 году. Cyrano намеревался написать коммерческие подключаемые модули и поддержку OpenSTA для тестирования производительности не веб-приложений.
Последняя версия 1.4.4 была выпущена 19 октября 2007 года. Сайт проекта перестал обновляться в 2013 году.